# Copa Pan-Americana de Voleibol Masculino de 2007
A Copa Pan-Americana de Voleibol Masculino de 2007 foi a 2ª edição deste torneio organizado pela Confederação da América do Norte, Central e Caribe de Voleibol (NORCECA), realizado no período de 3 a 8 de junho, com as partidas realizadas na cidade de Santo Domingo, na República Dominicana.
A seleção mexicana conquistou seu primeiro título da competição ao vencer na final única a seleção porto-riquenha. O oposto mexicano José Martell foi eleito o melhor jogador do torneio.

## Seleções participantes
| Grupo                | Equipe     | Última aparição |
| A                    |            |                 |
| -------------------- | ---------- | --------------- |
| A                    | Canadá     | 2006            |
| A                    | México     | 2006            |
| A                    | Porto Rico | Estreante       |
| B                    |            |                 |
| Cuba                 | 2006       |                 |
| Panamá               | 2006       |                 |
| República Dominicana | 2006       |                 |
| Trinidad e Tobago    | 2006       |                 |

## Formato da disputa
O torneio foi dividido em duas fases: fase classificatória e fase final.

## Fase classificatória

### Grupo A
|     |            |     | Jogos | Jogos | Jogos | Resultados | Resultados | Resultados | Resultados | Resultados | Resultados | Sets | Sets | Sets  | Pontos | Pontos | Pontos |
| Pos | Equipe     | Pts | T     | V     | D     | 3–0        | 3–1        | 3–2        | 2–3        | 1–3        | 0–3        | V    | P    | R     | V      | P      | R      |
| --- | ---------- | --- | ----- | ----- | ----- | ---------- | ---------- | ---------- | ---------- | ---------- | ---------- | ---- | ---- | ----- | ------ | ------ | ------ |
| 1   | Porto Rico | 4   | 2     | 2     | 0     | 0          | 2          | 0          | 0          | 0          | 0          | 6    | 2    | 3.000 | 196    | 178    | 1.101  |
| 2   | México     | 3   | 2     | 1     | 1     | 0          | 0          | 1          | 0          | 1          | 0          | 4    | 5    | 0.800 | 199    | 210    | 0.948  |
| 3   | Canadá     | 2   | 2     | 0     | 2     | 0          | 0          | 0          | 1          | 1          | 0          | 3    | 6    | 0.500 | 194    | 201    | 0.965  |

Resultados
| Data  | Hora  |            | Placar |            | Set 1 | Set 2 | Set 3 | Set 4 | Set 5 | Total   | Relatório |
| ----- | ----- | ---------- | ------ | ---------- | ----- | ----- | ----- | ----- | ----- | ------- | --------- |
| 3 jun | 16:00 | Canadá     | 1–3    | Porto Rico | 17–25 | 25–17 | 17–25 | 26–28 |       | 85–95   | Relatório |
| 4 jun | 17:17 | México     | 3–2    | Canadá     | 19–25 | 25–23 | 21–25 | 25–22 | 16–14 | 106–109 | Relatório |
| 5 jun | 17:00 | Porto Rico | 3–1    | México     | 25–23 | 25–27 | 26–24 | 25–19 |       | 101–93  | Relatório |

### Grupo B
|     |                      |     | Jogos | Jogos | Jogos | Resultados | Resultados | Resultados | Resultados | Resultados | Resultados | Sets | Sets | Sets  | Pontos | Pontos | Pontos |
| Pos | Equipe               | Pts | T     | V     | D     | 3–0        | 3–1        | 3–2        | 2–3        | 1–3        | 0–3        | V    | P    | R     | V      | P      | R      |
| --- | -------------------- | --- | ----- | ----- | ----- | ---------- | ---------- | ---------- | ---------- | ---------- | ---------- | ---- | ---- | ----- | ------ | ------ | ------ |
| 1   | Cuba                 | 6   | 3     | 3     | 0     | 2          | 1          | 0          | 0          | 0          | 0          | 9    | 1    | 9.000 | 253    | 205    | 1.234  |
| 2   | República Dominicana | 5   | 3     | 2     | 1     | 1          | 1          | 0          | 0          | 0          | 1          | 6    | 4    | 1.500 | 252    | 220    | 1.145  |
| 3   | Panamá               | 4   | 3     | 1     | 2     | 1          | 0          | 0          | 0          | 1          | 1          | 4    | 6    | 0.667 | 215    | 242    | 0.888  |
| 4   | Trinidad e Tobago    | 3   | 3     | 0     | 3     | 0          | 0          | 0          | 0          | 1          | 2          | 1    | 9    | 0.111 | 215    | 268    | 0.802  |

Resultados
| Data  | Hora  |                      | Placar |                      | Set 1 | Set 2 | Set 3 | Set 4 | Set 5 | Total  | Relatório |
| ----- | ----- | -------------------- | ------ | -------------------- | ----- | ----- | ----- | ----- | ----- | ------ | --------- |
| 3 jun | 14:00 | Cuba                 | 3–0    | Panamá               | 25–14 | 25–21 | 25–18 |       |       | 75–53  | Relatório |
| 3 jun | 19:45 | Trinidad e Tobago    | 0–3    | República Dominicana | 25–27 | 13–25 | 23–25 |       |       | 61–77  | Resutado  |
| 4 jun | 15:00 | Trinidad e Tobago    | 1–3    | Cuba                 | 25–23 | 15–25 | 19–25 | 28–30 |       | 87–103 | Relatório |
| 4 jun | 20:00 | República Dominicana | 3–1    | Panamá               | 25–27 | 25–20 | 25–22 | 25–15 |       | 100–84 | Relatório |
| 5 jun | 15:00 | Panamá               | 3–0    | Trinidad e Tobago    | 27–25 | 25–18 | 26–24 |       |       | 78–67  | Resultado |
| 5 jun | 19:23 | Cuba                 | 3–0    | República Dominicana | 25–23 | 25–22 | 25–20 |       |       | 75–65  | Relatório |

## Fase final

### Chaveamento
|  | Semifinais | Semifinais |   |      | Final          | Final |  |
|  |            |            |   |      |                |       |  |
|  |            |            |   |      |                |       |  |
|  | Cuba       | 1          |   |      |                |       |  |
|  | México     | 3          |   |      |                |       |  |
|  |            |            |   |      |                |       |  |
|  |            |            |   |      |                |       |  |
|  |            |            |   |      | México         | 3     |  |
|  |            | Porto Rico | 1 |      |                |       |  |
|  |            |            |   |      |                |       |  |
|  |            |            |   |      |                |       |  |
|  |            |            |   |      | Terceiro lugar |       |  |
|  |            |            |   |      |                |       |  |
|  | Porto Rico | 3          |   | Cuba | 3              |       |  |
|  | Canadá     | 1          |   |      | Canadá         | 1     |  |

### Quartas de final
| Data  | Hora  |                      | Placar |        | Set 1 | Set 2 | Set 3 | Set 4 | Set 5 | Total | Relatório |
| ----- | ----- | -------------------- | ------ | ------ | ----- | ----- | ----- | ----- | ----- | ----- | --------- |
| 6 jun | 18:00 | México               | 3–0    | Panamá | 25–14 | 26–24 | 25–16 |       |       | 76–54 | Relatório |
| 6 jun | 20:00 | República Dominicana | 0–3    | Canadá | 23–25 | 15–25 | 23–25 |       |       | 61–75 | Relatório |

### Quinto lugar
| Data  | Hora  |        | Placar |                      | Set 1 | Set 2 | Set 3 | Set 4 | Set 5 | Total | Relatório |
| ----- | ----- | ------ | ------ | -------------------- | ----- | ----- | ----- | ----- | ----- | ----- | --------- |
| 7 jun | 15:00 | Panamá | 0–3    | República Dominicana | 16–25 | 22–25 | 23–25 |       |       | 61–75 | Relatório |

### Semifinais
| Data  | Hora  |            | Placar |        | Set 1 | Set 2 | Set 3 | Set 4 | Set 5 | Total | Relatório |
| ----- | ----- | ---------- | ------ | ------ | ----- | ----- | ----- | ----- | ----- | ----- | --------- |
| 7 jun | 17:00 | Cuba       | 1–3    | México | 21–25 | 25–20 | 21–25 | 22–25 |       | 89–95 | Relatório |
| 7 jun | 19:00 | Porto Rico | 3–1    | Canadá | 22–25 | 25–19 | 27–25 | 25–20 |       | 99–89 | Relatório |

### Sexto lugar
| Data  | Hora  |                   | Placar |        | Set 1 | Set 2 | Set 3 | Set 4 | Set 5 | Total | Relatório |
| ----- | ----- | ----------------- | ------ | ------ | ----- | ----- | ----- | ----- | ----- | ----- | --------- |
| 8 jun | 15:00 | Trinidad e Tobago | 3–0    | Panamá | 25–20 | 26–24 | 25–17 |       |       | 76–61 | Relatório |

### Terceiro lugar
| Data  | Hora  |      | Placar |        | Set 1 | Set 2 | Set 3 | Set 4 | Set 5 | Total  | Relatório |
| ----- | ----- | ---- | ------ | ------ | ----- | ----- | ----- | ----- | ----- | ------ | --------- |
| 8 jun | 17:00 | Cuba | 3–1    | Canadá | 25–21 | 25–27 | 25–21 | 25–19 |       | 100–88 | Relatório |

### Final
| Data  | Hora  |        | Placar |            | Set 1 | Set 2 | Set 3 | Set 4 | Set 5 | Total | Relatório |
| ----- | ----- | ------ | ------ | ---------- | ----- | ----- | ----- | ----- | ----- | ----- | --------- |
| 8 jun | 19:28 | México | 3–1    | Porto Rico | 26–24 | 25–22 | 21–25 | 25–20 |       | 97–91 | Relatório |

## Classificação final
| Pos            | Equipe               |
| -------------- | -------------------- |
| Campeão        | México               |
| Vice-campeão   | Porto Rico           |
| Terceiro lugar | Cuba                 |
| 4              | Canadá               |
| 5              | República Dominicana |
| 6              | Trinidad e Tobago    |
| 7              | Panamá               |

## Premiações
| Copa Pan-Americana de 2007 |
| México                     |
| -------------------------- |
| México Campeão (1º título) |

### Individuais
Os atletas que se destacaram individualmente foramː
| - Most Valuable Player (MVP) José Martell - Maior pontuador Yadier Sánchez - Melhor ataque Yadier Sánchez - Melhor bloqueador Raidel González | - Melhor saque Mark Dodds - Melhor defesa Ángel Matías - Melhores levantador Fernando Morales - Melhor líbero Amaury Martínez |